# 北京地铁8号线
北京地铁8号线连接中国北京市昌平区朱辛庄站至大兴区瀛海站，是北京地铁的一条南北走向地铁路线，全长49.5千米，共设34座车站（其中大红门站暂缓开通），一期工程于2008年7月19日开通运营，來往森林公园南门站至北土城站，贯穿奥林匹克公园，8号线也称作奥运支线，是2008年北京奥运的配套设施之一。8号线的标识色为 Pantone 3278C 。

## 历史

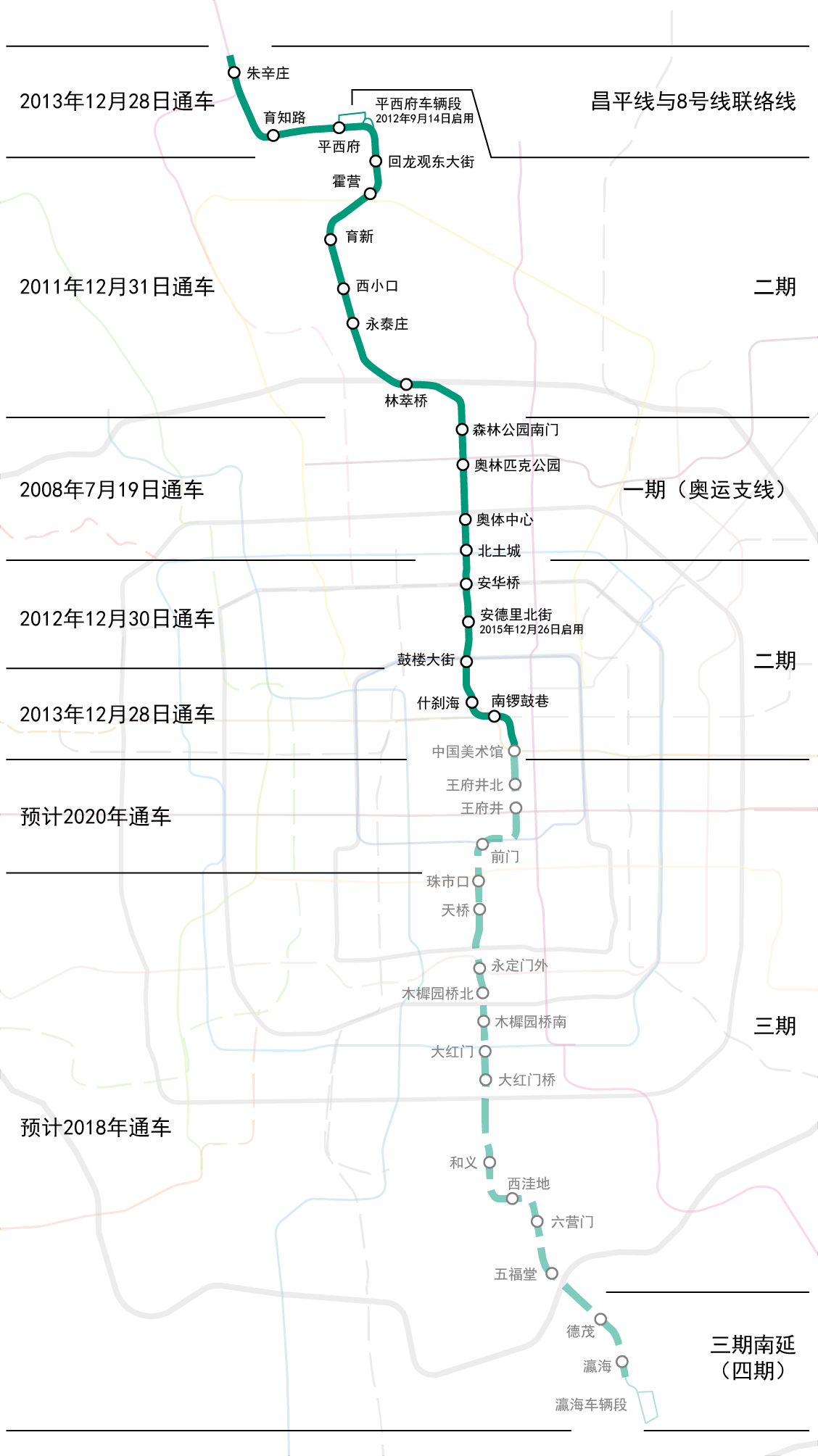
按比例绘制的北京地铁8号线线路图。

### 一期工程
2001年，北京申办奥运会成功，大大推动了北京地铁建设的进程。2002年，奥林匹克公园设计方案向全球公开征集，评委在55个设计方案中选出了3个优秀方案。这三个方案都对北京的中轴线进行了延伸和一些处理，当选设计也不例外。
紧迫的工期让规划方曾经考虑利用已经建成的13号线或工期较快的5号线建设“奥运支线”。但由于中轴线下已有规划8号线，为了不破坏线网的完整性，规划方最终决定采用8号线规划建设奥运支线。
2005年5月，8号线一期工程开工。工程采用BT（Build-Transfer，即建设－转让）模式，建设方国有企业“中铁总公司投资联合体”建设线路，完成后由运营方回购。由于位于大兴土木的奥林匹克公园内，8号线并未采用1号线复八线区间、5号线和10号线所采用的暗挖盾构法，而是大部分采用与1号线1期区间和2号线相同的明挖回填法施工，为工程降低了难度。
2008年7月19日，8号线一期同10号线、机场线一起开通，當時8號綫暫時借用萬柳車輛段調度10號綫列車。这兑现了申办奥运会时的一项承诺：坐地铁从机场到奥运村。虽然名为“开通”，但直至残奥会结束，都仅对持奥林匹克身份注册卡的人员和持当日门票的观众开放。残奥会结束后8号线封闭。2008年国庆节长假期间，奥林匹克公园开放游览，8号线对持有当日奥林匹克公园参观券的乘客开放。2008年10月9日起，8号线正式对公众开放运营，而此前一直封闭的奥体中心站也同时向公众开放。

### 二期工程
在8号线一期开通之前的2007年12月，8号线二期就已经开工。二期工程全长15.8千米，分南北两段，北段自一期北端终点森林公园南门站向北延伸，到达回龙观地区，由北至南分别为回龙观东大街站、霍营站、育新站、西小口站、永泰庄站和林萃桥站；南段自北土城站起，基本沿着中轴线向南到中国美术馆附近——为了避开北京皇城和故宮，在什剎海站以南，线路由中轴线向东平移，到三期的前门站返回中轴线。这条线路连接回龙观和西三旗等居住区和后海、钟鼓楼、奥林匹克公园等商业休闲区。
为了尽快缓解拥堵，8号线二期北段（森林公园南门站至回龙观东大街站）从2012年底提前至2011年开通。由于8号线一期（奥运支线）采用的是10号线的信号系统，而二期工程使用了不同的信号系统，因此从2011年10月15日起，一期暂时停运，以便与二期进行系统联调。2011年12月31日二期北段开通试运营，一期也同时恢复运营，同時8號綫專屬列車和平西府車輛段投入運作，不再使用10號綫列車和萬柳車輛段。
南段北土城站至鼓楼大街站已于2012年12月30日通车（安德里北街站于2015年12月26日开通），剩余的鼓楼大街站至南锣鼓巷站于2013年12月28日通车，（中国美术馆站于2018年12月30日跟随8号线三期南段及四期同步开通）。
在二期工程的基础上，作为昌平线的配套工程，8号线继续北延至朱辛庄站换乘昌平线，以分担昌平线的客流，缓解昌平线另一座换乘站——13号线西二旗站的压力。这段北延线长6.29千米，设3座车站，计划投资24亿元，于2013年12月28日建成通车。

### 三期及四期工程

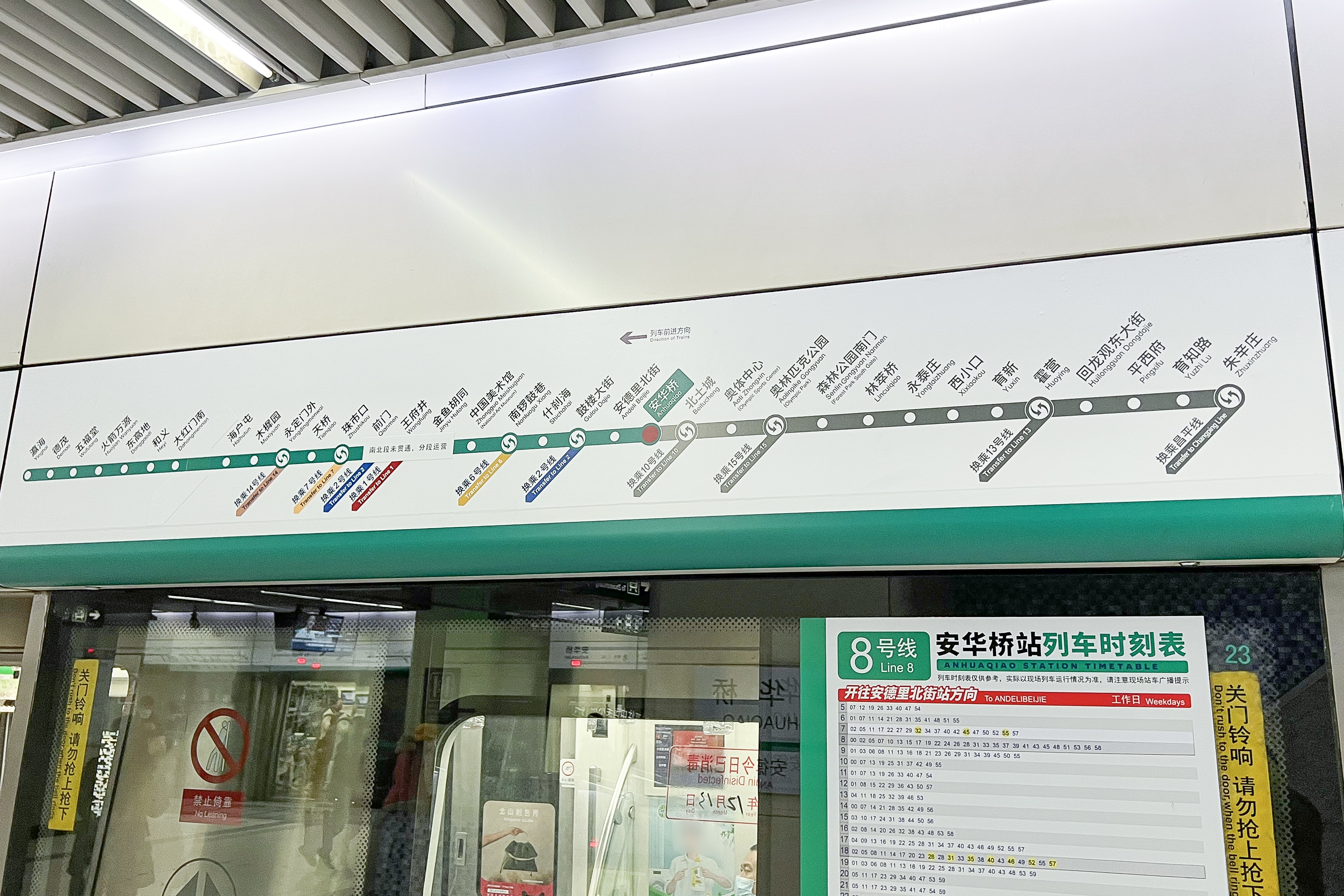
安华桥站2021年12月中旬更换的贯通版线路图

8号线三期原为远期规划，不在2015年规划之内。但由于北京道路交通拥堵严重，作为2010年北京市交通拥堵治理措施的一部分，8号线三期被加入到2015年调整版规划之中，并于2011年4月2日开始环境影响评价公示。8号线三期北起中国美术馆站与二期相连接，向南经王府井大街、前门东大街、南中轴路最终到达大興区五福堂站，全长17.3千米，全部为地下线，设14座车站。
在三期工程的基础上，8号线将继续南延。8号线四期工程（原称三期南延线）北起五福堂与三期相连接，向东南沿京福路（104国道）到达大兴区德茂站和瀛海站，全长3.4千米，地下段长约988.6米，过渡段长约347.3米，高架段长约2062.4米，设2座车站，和1座車輛段。
2017年6月26日至7月3日，北京地铁8号线三期天桥站～永定门外站左线盾构在富水砂卵石地层成功下穿北京地铁14号线永定门外站特级风险源。
8号线三期分为南北兩段开通，珠市口站以南的区段（大红门站暂缓开通）于2018年12月30日开通。而北段由于线路经过王府井、前门等区域，沿线有大量文物、古建，以及大量既有管线和现有的地铁1、2号线、国铁地下直径线隧道，因此2018年无法通车，8号线暂时只能在南北两段分段运行。
截至2020年6月，8号线三期隧道盾构已成功下穿地铁2号线和国铁地下直径线，剩余段隧道区间工程也已于2020年12月11日全线贯通，2021年6月开始铺轨。
2021年10月9日及10月16日，为开展既有区段和新建区段信号系统贯通调试升级工作，8号线南北两段提前收车，其中北段朱辛庄站末班车提前至19:30，中国美术馆站末班车提前至20:25；南段瀛海站末班车提前至20:20，珠市口站末班车提前至20:55。
2021年12月，8号线既有区段车站开始更换贯通版线路图。8号线剩余段（金鱼胡同站—前门站）2021年12月31日首班车起开通试运营。
2022年4月30日，因有报道称某2019冠状病毒病确诊患者曾途径前门站换乘通道，前门站暂时封闭，8号线与2号线列车通过不停车，暂时不能换乘，至5月4日恢复运营。
2022年5月12日，因疫情影响，永泰庄站暂时封闭，列车通过不停车。
2022年5月21日，因疫情影响，木樨园、海户屯、大红门南、和义、东高地、火箭万源站暂时封闭，列车通过不停车。
2022年5月23日，根据首都严格疫情防控机制要求，朱辛庄站、霍营站暂时封闭所有出入口，乘客可以正常换乘昌平线或13号线。
2022年5月30日，根据疫情防控要求，育新站、西小口站暂时封闭，列车通过不停车。
2022年6月1日，根据疫情防控要求，回龙观大街站、平西府站暂时封闭，列车通过不停车。
2022年6月7日，根据疫情防控需要，朱辛庄、平西府、西小口、永泰庄站恢复运营。
2022年6月9日，根据疫情防控要求，木樨园、海户屯、大红门南、和义、东高地、火箭万源站恢复运营。
2022年6月10日，根据疫情防控要求，回龙观东大街、霍营、育新站恢复运营。
2023年4月30日，8号线创下贯通以来的客流量最高纪录，当日客流量达81.52万人次。

## 未来发展

### 跨线运营
8号线与昌平线预计未来可通过朱辛庄站跨线运营。

### 南延
8号线计划从瀛海站继续向南延伸至中日创新合作示范区，并与S6线换乘。

## 车站
一期的4座车站中，北土城站可以与10号线换乘、奥林匹克公园站可以与15号线换乘。4座车站都进行了专门的室内设计：北土城站的8号线部分为青花瓷设计，奥体中心站采用了运动主题的设计元素，奥林匹克公园站的天花板加入了“泡泡”的设计，森林公园南门站整体是森林的设计。
除北土城站外，其他3座车站均在奥运中心区内。奥体中心站东侧为奥体中心，西侧为中华民族园。奥林匹克公园站位于奥林匹克公园中央地带，为国家体育场“鸟巢”、国家游泳中心“水立方”、国家体育馆、国家会议中心等设施提供服务。森林公园南门站位于奥林匹克森林公园南门外。

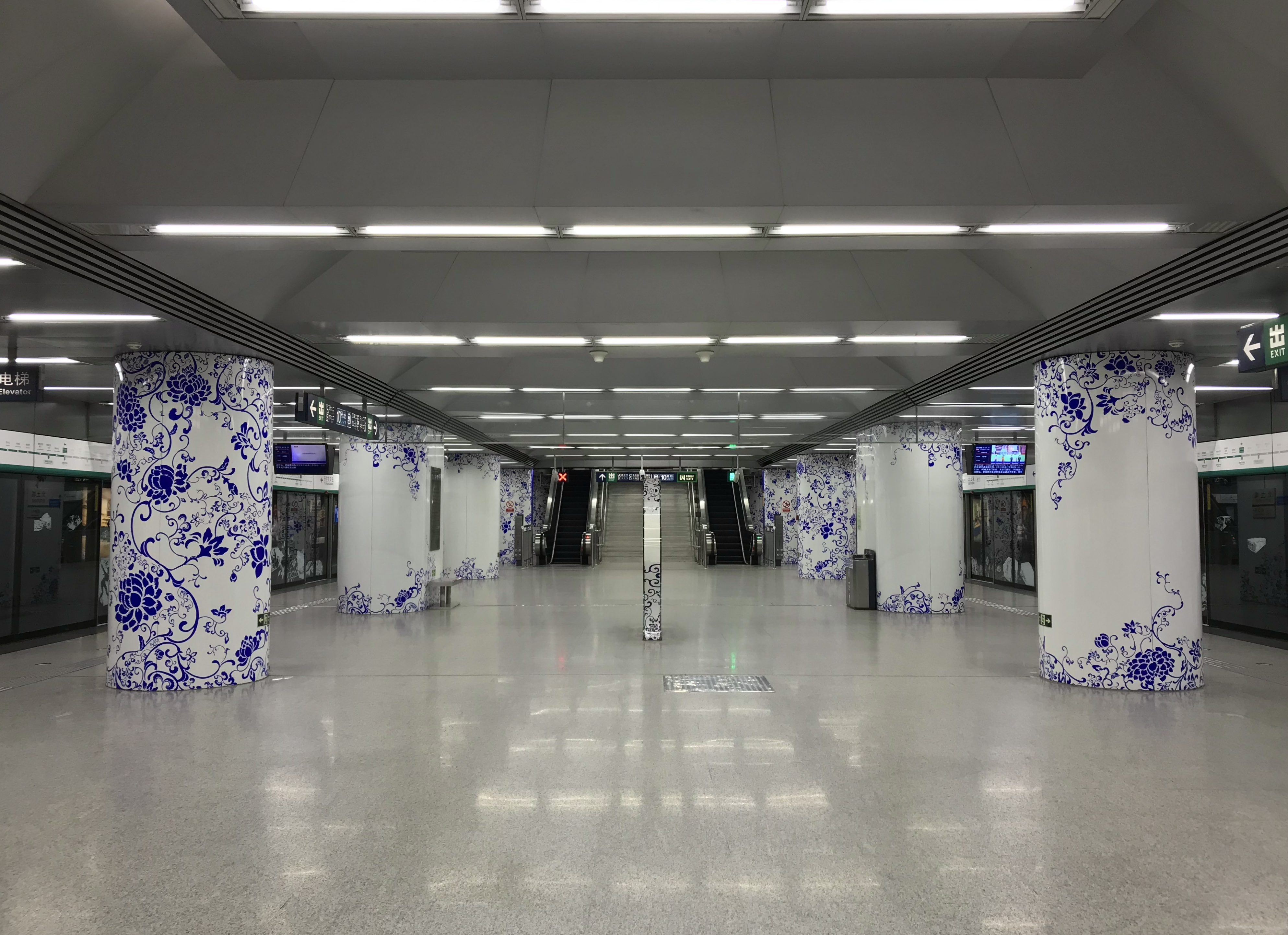
北土城站站台
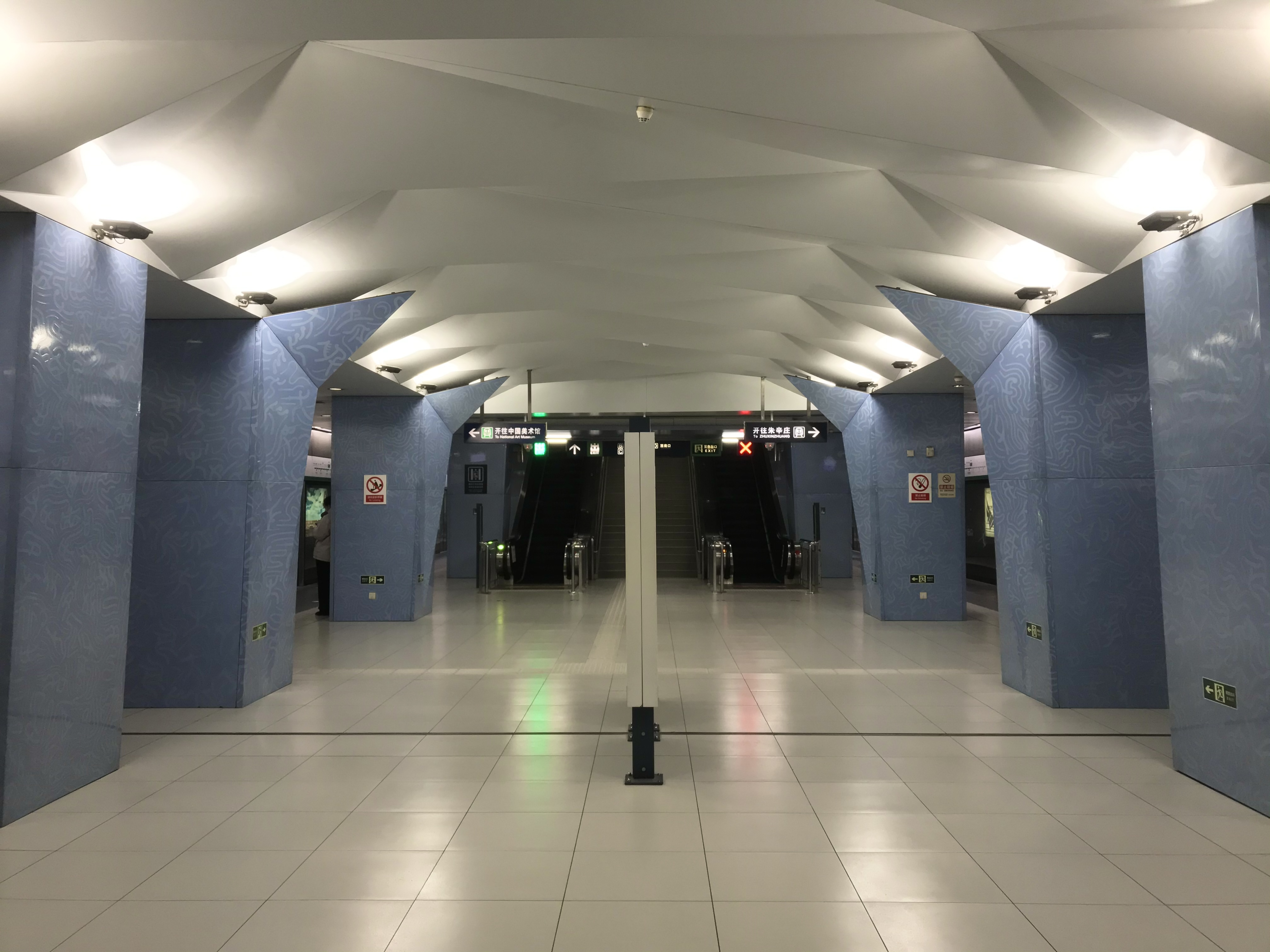
奥体中心站站台
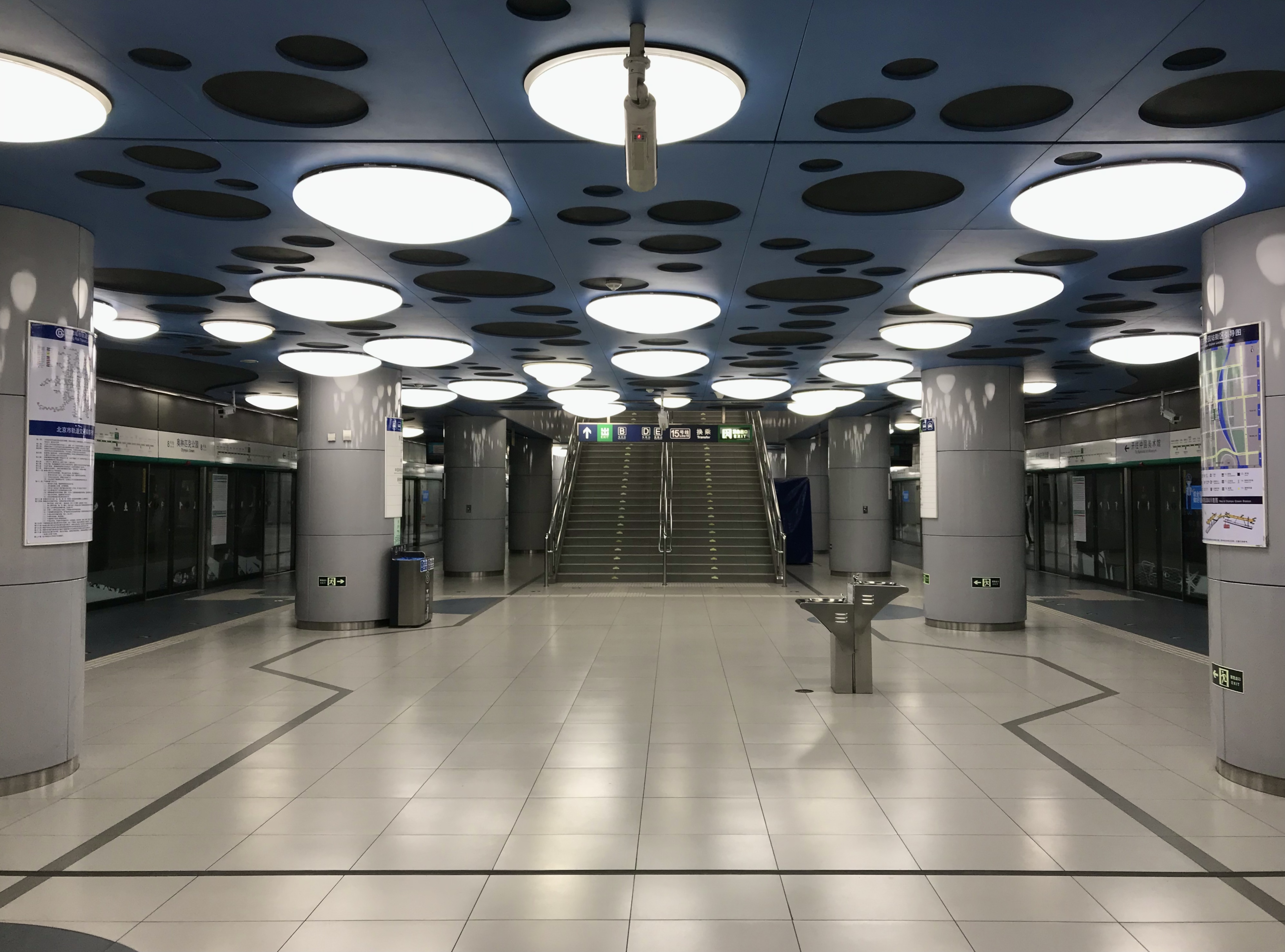
奥林匹克公园站站台
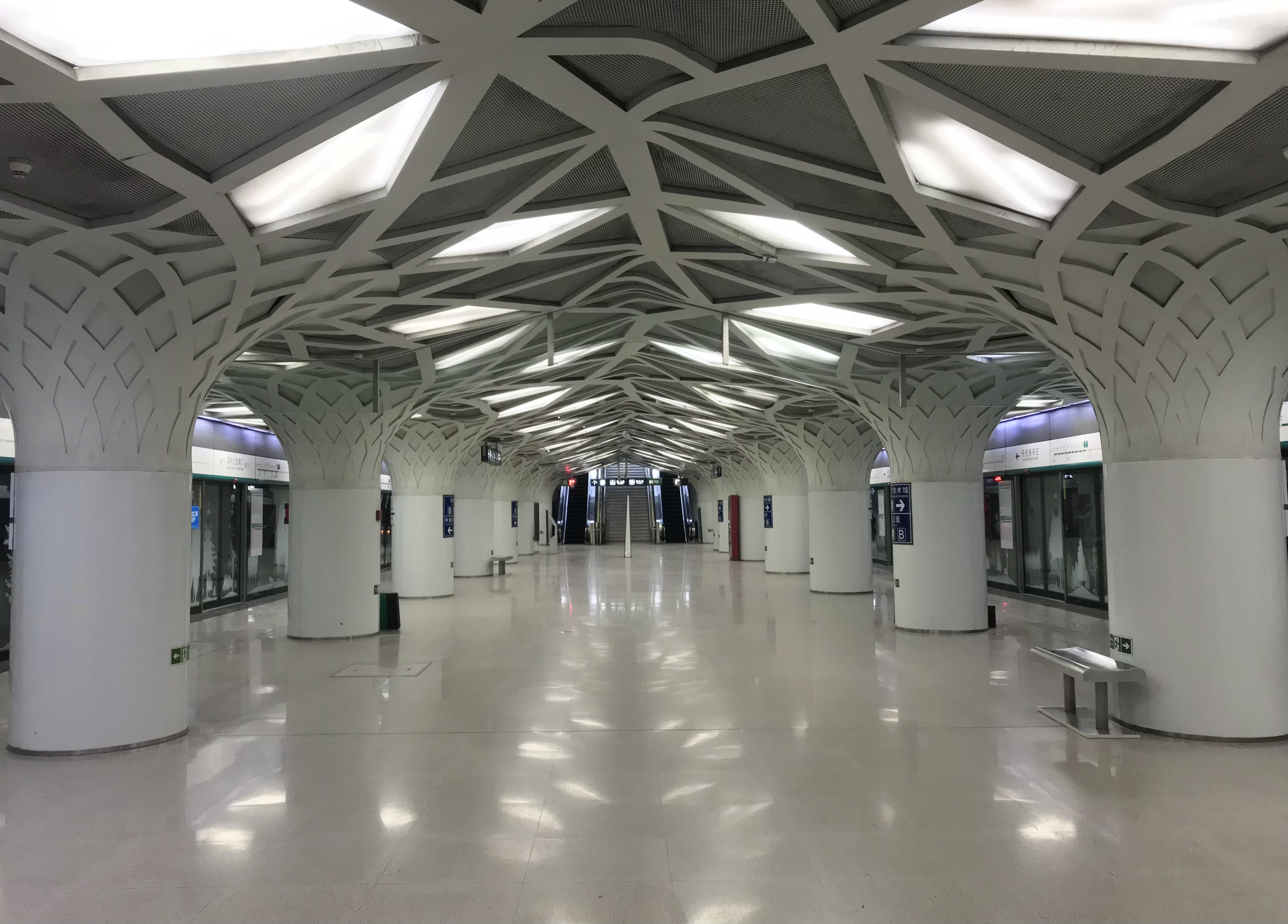
森林公园南门站站台

二期北段及北延段的9座车站中，霍营站可以与13号线换乘、朱辛庄站可以与昌平线换乘。除朱辛庄站为高架车站之外，其他8座地下车站天花板均采用类似马赛克拼接的装饰风格，天花板中部设置灯带，取中轴线的寓意。这8座车站的风格相同，但是灯带和天花板的色调每站并不相同，一座车站使用一种颜色。

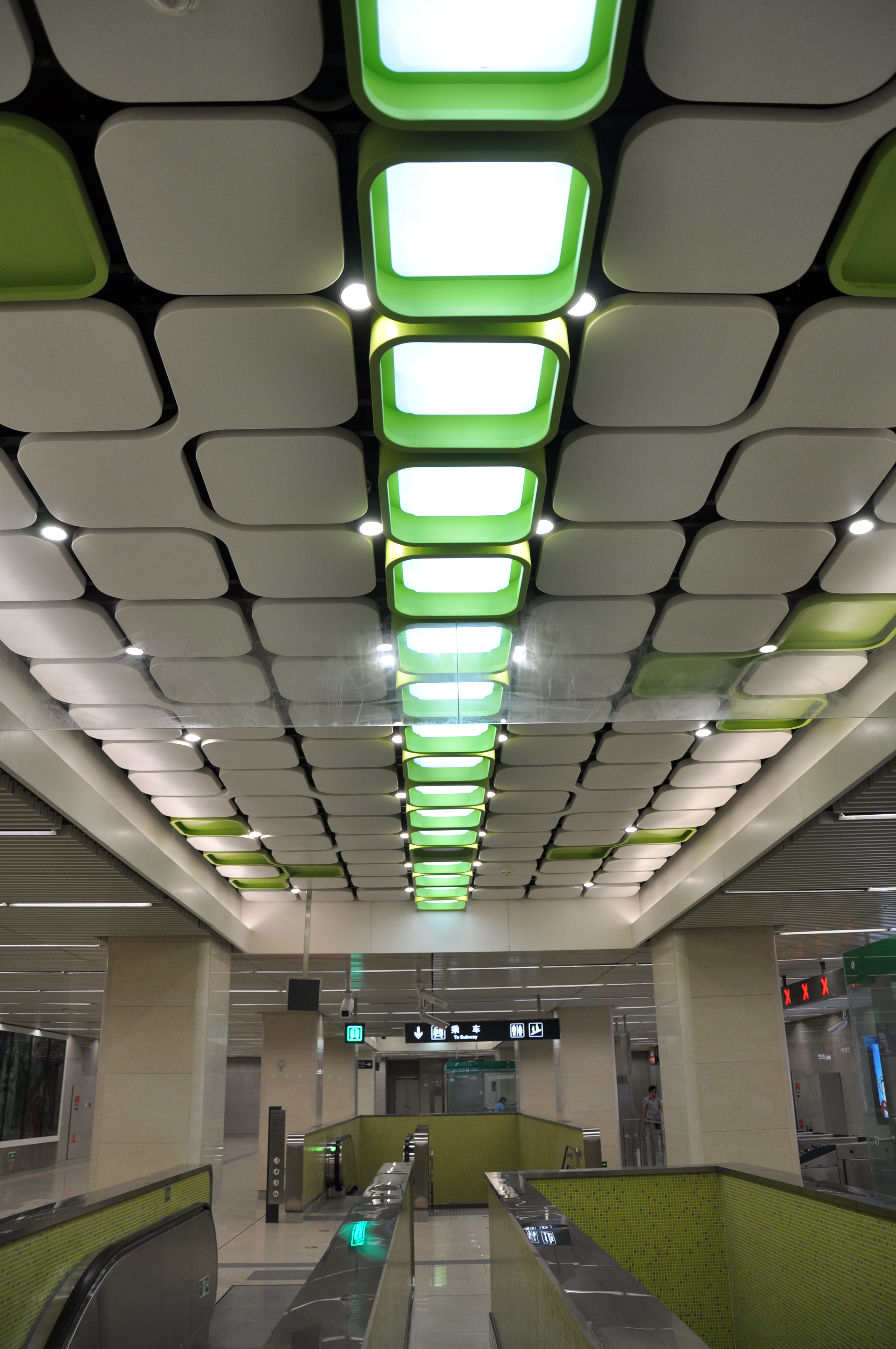
林萃桥站站厅
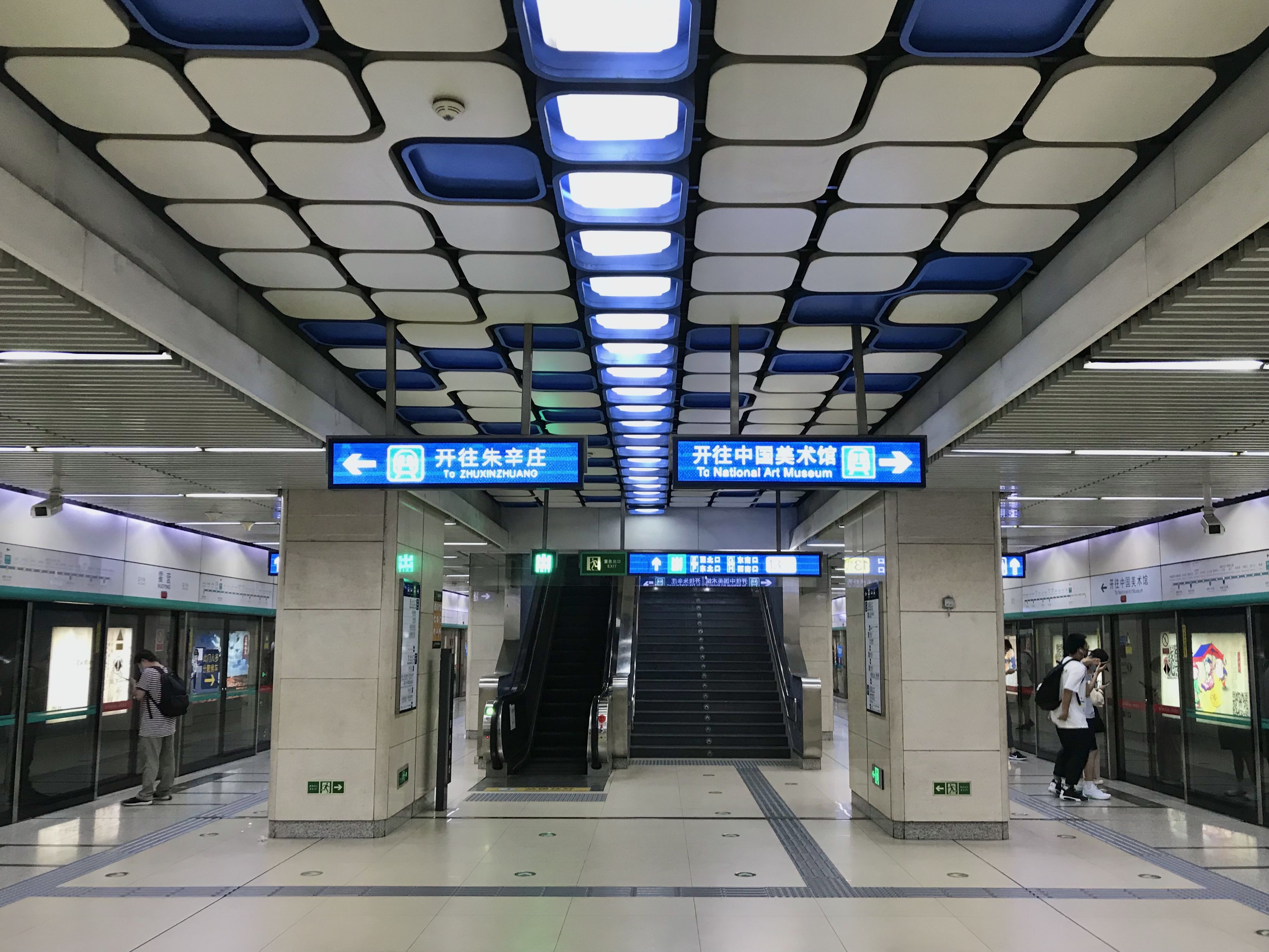
霍营站站台

二期南段的6座车站中，安华桥站可以与12号线换乘、鼓樓大街站可以与2号线换乘、南锣鼓巷站可以与6号线换乘。鼓樓大街站仿照鼓的圓形燈飾，與車站所在地鼓樓的地域特色相呼應。什剎海站的裝修風格貼近北京傳統古建風格，設計上以北京傳統市井的灰色調和青磚的肌理為背景。南鑼鼓巷站位於北京市保存最完整的四合院區，因此站內設計風格突出展現了老北京民居特色與風俗文化，車站裝飾仿照四合院的灰磚、檁條、磚雕等元素。
三期南段及四期的15座车站中，王府井站可以与1号线换乘、前门站可以与2号线换乘、珠市口站可以与7号线换乘、永定門外站可以与14号线换乘。
| 昌平线 与8号线 联络线                                 | 朱辛庄       | 0     | 0    | █ 昌平线                                   | 昌平区        | 2013年12月28日 | 高架双岛式站台         | 右侧                                |
| 昌平线 与8号线 联络线                                 | 育知路       | 2318  | 2318 | 不適用                                     | 昌平区        | 2013年12月28日 | 地下侧式站台           | 右侧                                |
| 昌平线 与8号线 联络线                                 | 平西府       | 4303  | 1985 | 不適用                                     | 昌平区        | 2013年12月28日 | 地下侧式站台           | 右侧                                |
| 二期北段                                              | 回龙观东大街 | 6359  | 2056 | █ 18号线                                   | 昌平区        | 2011年12月31日 | 地下岛式站台           | 左侧                                |
| 二期北段                                              | 霍营         | 7473  | 1114 | █ 13号线 （出站换乘）黄土店站S2线 东北环线 | 昌平区        | 2011年12月31日 | 地下岛式站台           | 左侧                                |
| 二期北段                                              | 育新         | 9367  | 1894 | 不適用                                     | 昌平区 海淀区 | 2011年12月31日 | 地下岛式站台           | 左侧                                |
| 二期北段                                              | 西小口       | 10910 | 1543 | 不適用                                     | 海淀区        | 2011年12月31日 | 地下岛式站台           | 左侧                                |
| 二期北段                                              | 永泰庄       | 11951 | 1041 | 不適用                                     | 海淀区        | 2011年12月31日 | 地下岛式站台           | 左侧                                |
| 二期北段                                              | 林萃桥       | 14504 | 2553 | 不適用                                     | 朝阳区        | 2011年12月31日 | 地下岛式站台           | 左侧                                |
| 一期 奥运支线                                         | 森林公园南门 | 17059 | 2555 | 不適用                                     | 朝阳区        | 2008年7月19日  | 地下岛式站台           | 左侧                                |
| 一期 奥运支线                                         | 奥林匹克公园 | 18075 | 1016 | █ 15号线                                   | 朝阳区        | 2008年7月19日  | 地下岛式站台           | 左侧                                |
| 一期 奥运支线                                         | 奥体中心     | 19742 | 1667 | 不適用                                     | 朝阳区        | 2008年10月9日  | 地下岛式站台           | 左侧                                |
| 一期 奥运支线                                         | 北土城       | 20642 | 900  | █ 10号线                                   | 朝阳区        | 2008年7月19日  | 地下岛式站台           | 左侧                                |
| 二期南段                                              | 安华桥       | 21660 | 1018 | █ 12号线                                   | 西城区 朝阳区 | 2012年12月30日 | 地下岛式站台           | 左侧                                |
| 二期南段                                              | 安德里北街   | 22934 | 1274 | 不適用                                     | 东城区        | 2015年12月26日 | 地下岛式站台           | 左侧                                |
| 二期南段                                              | 鼓楼大街     | 24017 | 1083 | █ 2号线                                    | 东城区 西城区 | 2012年12月30日 | 地下岛式站台           | 左侧                                |
| 二期南段                                              | 什刹海       | 25205 | 1188 | 不適用                                     | 东城区 西城区 | 2013年12月28日 | 地下岛式站台           | 左侧                                |
| 二期南段                                              | 南锣鼓巷     | 26107 | 902  | █ 6号线                                    | 东城区        | 2013年12月28日 | 地下叠落侧式站台       | 左侧（朱辛庄方向） 右侧（瀛海方向） |
| 二期南段                                              | 中国美术馆   | 27544 | 1437 | 不適用                                     | 东城区        | 2018年12月30日 | 地下错台分离式岛式站台 | 左侧                                |
| 三期北段                                              | 金鱼胡同     | 28417 | 873  | 不適用                                     | 东城区        | 2021年12月31日 | 地下岛式站台           | 左侧                                |
| 三期北段                                              | 王府井       | 29179 | 762  | █ 1号线                                    | 东城区        | 2021年12月31日 | 地下岛式站台           | 左侧                                |
| 三期北段                                              | 前门         | 31036 | 1857 | █ 2号线                                    | 东城区        | 2021年12月31日 | 地下岛式站台           | 左侧                                |
| 三期南段                                              | 珠市口       | 32121 | 1085 | █ 7号线                                    | 东城区 西城区 | 2018年12月30日 | 地下岛式站台           | 左侧                                |
| 三期南段                                              | 天桥         | 33002 | 881  | 不適用                                     | 东城区 西城区 | 2018年12月30日 | 地下岛式站台           | 左侧                                |
| 三期南段                                              | 永定门外     | 34802 | 1800 | █ 14号线                                   | 东城区        | 2018年12月30日 | 地下岛式站台           | 左侧                                |
| 三期南段                                              | 木樨园       | 35543 | 741  | 不適用                                     | 东城区        | 2018年12月30日 | 地下岛式站台           | 左侧                                |
| 三期南段                                              | 海户屯       | 36388 | 845  | 不適用                                     | 丰台区        | 2018年12月30日 | 地下岛式站台           | 左侧                                |
| 三期南段                                              | 大红门       | 37241 | 853  | █ 10号线                                   | 丰台区        | 2025年         | 地下岛式站台           | 左侧                                |
| 三期南段                                              | 大红门南     | 38066 | 825  | 不適用                                     | 丰台区        | 2018年12月30日 | 地下岛式站台           | 左侧                                |
| 三期南段                                              | 和义         | 40512 | 2446 | 不適用                                     | 丰台区        | 2018年12月30日 | 地下岛式站台           | 左侧                                |
| 三期南段                                              | 东高地       | 42049 | 1537 | 不適用                                     | 丰台区        | 2018年12月30日 | 地下岛式站台           | 左侧                                |
| 三期南段                                              | 火箭万源     | 43264 | 1215 | 不適用                                     | 丰台区        | 2018年12月30日 | 地下岛式站台           | 左侧                                |
| 三期南段                                              | 五福堂       | 44948 | 1684 | 不適用                                     | 大兴区        | 2018年12月30日 | 地下岛式站台           | 左侧                                |
| 四期 （三期南延）                                     | 德茂         | 47024 | 2076 | 不適用                                     | 大兴区        | 2018年12月30日 | 高架岛式站台           | 左侧                                |
| 四期 （三期南延）                                     | 瀛海         | 48534 | 1510 | 不適用                                     | 大兴区        | 2018年12月30日 | 高架岛式站台           | 左侧                                |
| 注释                                                  |              |       |      |                                            |               |                |                        |                                     |
| 1 斜体标示的车站尚未启用。 2 斜体标示的换乘尚未启用。 |              |       |      |                                            |               |                |                        |                                     |

## 车辆

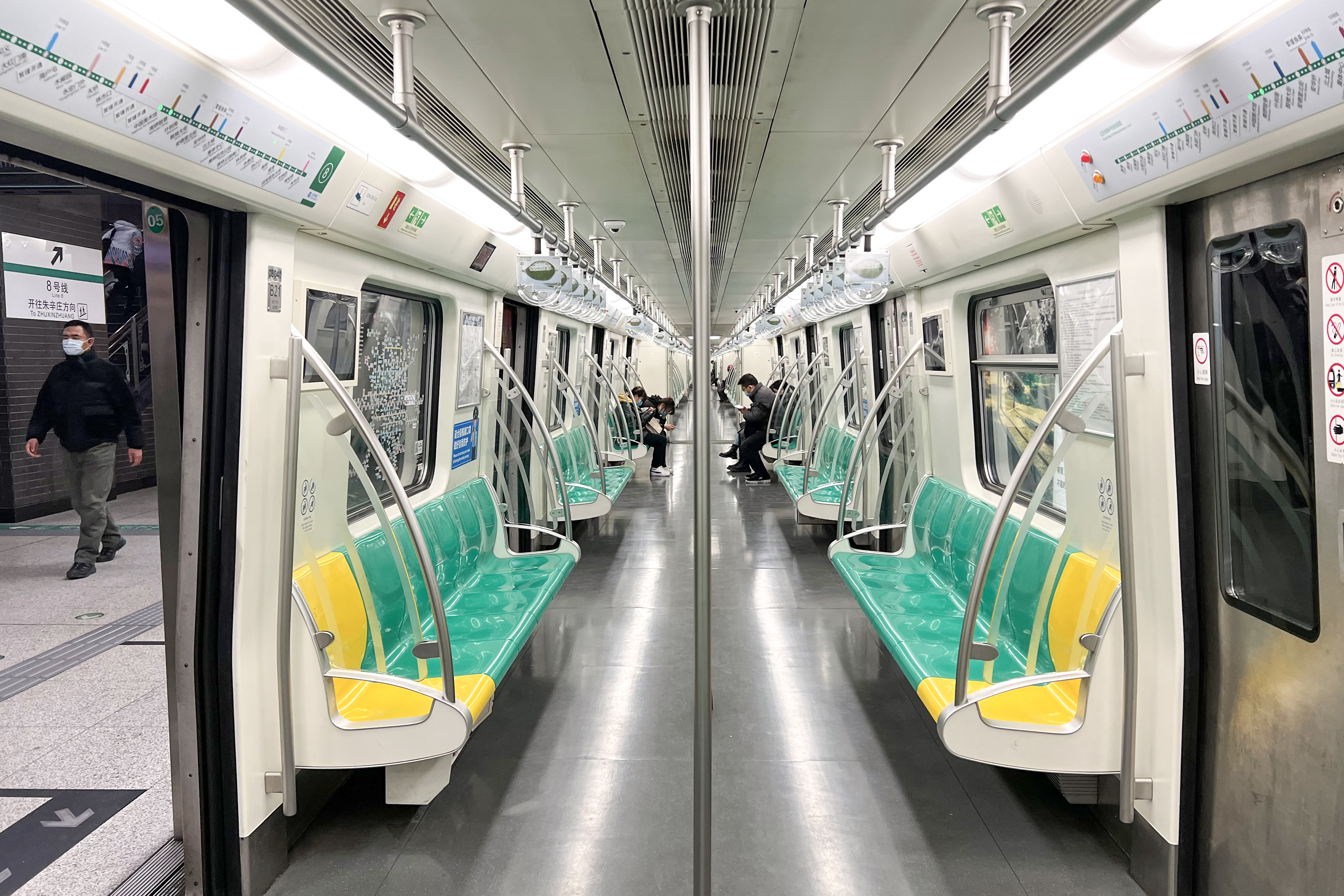
北京地铁8号线车辆内饰，黄色为特殊人士专座

### 现在使用列车
二期北段开通后，采用南车四方机车车辆有限公司生产的SFM12型列车，每节车厢共4对车门，为電動内藏门，停放于平西府车辆段。除了在夏季有空調裝置為乘客提供涼風，在冬季，座椅下有電取暖裝置提供取暖，列車車窗能打開20度的角，保證室內的空氣與外部對流。

### 过去使用列车
二期北段开通前，8号线作为“奥运支线”借用10号线的DKZ15型列车；由于当时的8号线奥运支线开通时不设有车辆段或停车场，因此列车是通过8号线和10号线的安贞门-奥体中心之间联络线到达8号线运营。